# (3729) Yangzhou
(3729) Yangzhou est un astéroïde de la ceinture principale.

## Description
(3729) Yangzhou est un astéroïde de la ceinture principale. Il fut découvert le 1er novembre 1983 à Nanking par l'observatoire de la Montagne Pourpre. Il présente une orbite caractérisée par un demi-grand axe de 2,63 UA, une excentricité de 0,19 et une inclinaison de 13,5° par rapport à l'écliptique.

## Compléments